# Manifestul Popoarelor
Manifestul Popoarelor (în germană : Völkermanifest) a fost titlul neoficial al unui manifest pe care împăratul Carol I al Austriei, în calitatea lui de șef de stat al Regatelor și Țărilor reprezentate în Consiliul Imperial (numite din 1915 țările austriece, ceea ce, etimologic, înseamnă țările imperiului de răsărit) l-a publicat în 16 octombrie 1918, pentru a evita distrugerea completă a Cisleithaniei. Alături de apelul Credincioaselor mele popoare austriece (în germană : An Meine getreuen österreichischen Völker), oficial al Cabinetului Hussarek, însă neoficial schițat în parte de însuși împăratul și publicat în 17 octombrie 1918 într-o ediție extraordinară a ziarului oficial Wiener Zeitung, Manifestul Popoarelor și-a ratat scopul.

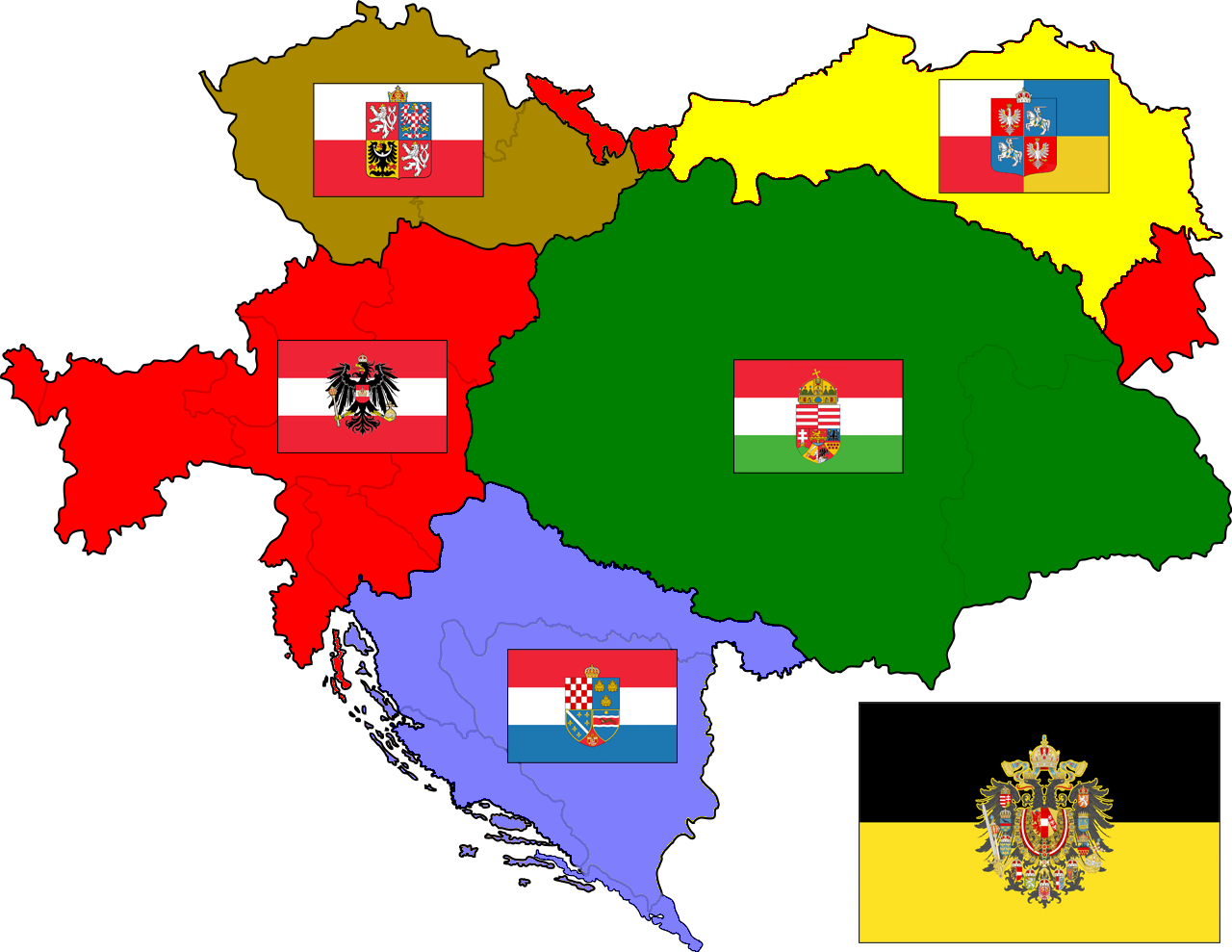
Carol I al Austriei a propus un imperiu habsburgic format din 5 regate, ca încercare ultimă și disperată de a salva monarhia.